# Gramoz Ruçi
Gramoz Ruçi (Salari, 6 dicembre 1951) è un politico albanese, presidente dell’Assemblea di Albania dal 2017 al 2021.

## Primi anni di vita
Gramoz Ruçi è nato nel 1951 a Salari, un villaggio nel distretto di Tepelenë, nel sud dell'Albania. Si è laureato in chimica, e ha iniziato a lavorare come insegnante in Progonat. Lì conobbe la sua futura moglie, che era della famiglia Goxharaj. Si sposarono nel 1976. Dal 1985, Ruçi ha iniziato la sua carriera politica nelle file del regime comunista. È in particolare nel 1990 quando il sistema dittatoriale sta crollando, che emerge con un'euforia particolare per fermare le eventuali modifiche alla politica stalinista.

## Carriera politica
È stato nominato Primo Segretario del Partito Comunista del distretto di Tepelena nel 1988, e nel 1990 fu nominato ministro degli Interni, tuttavia, ha mantenuto tale posizione solo per 2 mesi e mezzo. Dal 1992 al 1996 è stato Segretario Generale del Partito Socialista. Dal 1997 è membro del parlamento per il Partito Socialista. Nel 2000, è stato scelto come capo del gruppo parlamentare, fino al 2005. Dal 2009 è capo del gruppo parlamentare diventando uno dei pochi politici dell'epoca comunista a coprire ruoli istituzionali nelle file del Partito Socialista.